# Skorpions Varese 2005
Questa voce raccoglie le informazioni riguardanti gli Skorpions Varese nelle competizioni ufficiali della stagione 2005.

## Roster
| Roster degli Skorpions Varese (2005) |
| --- |
| Quarterback - 5 Davide Acquati - 9 Marco Castellanza - 14 Claudio Corazzari - 15 Stefano Fantauzzi - 19 Paolo Zanella Running Back - 4 Paolo Ambrosetti - 22 Cristian Bianchi - 24 Fabrizio Paltani - 27 Fabio Drigo - 34 Gianluca Orrigoni - 43 Francesco Anzi - -- William Petrone Wide Receiver - 18 Miguel Angel Garnica Gallardo - 80 Sem Molinari - 81 Alberto Malomo - 82 Fabio Formaggia - 85 Giovanni Lolli Cerone - 88 Andrea Crugnola Tight End - 3 Pietro Limido TE/OL - 83 Antonio Raffaele TE/K Offensive Linemen - 3 Cristiano Cerrone OL/RB - 54 Massimiliano Sala - 55 Claudio Marsegan OL/DL - 66 Mauro Goldin OT - 67 Marco Polinelli - 69 Andrea Scola - 70 Paolo Gaias - 71 Leonardo Galvan OG/K - 74 Alessandro Bondioli OT - 75 Luca Giotto OL/DL - 78 Marco Gallon - -- Dario Sasso Defensive Linemen - 51 Sergio Raffaele - 56 Luca Cova - 57 Marco Luciano - 58 Jerry Petrone - 59 Enrico Vaccaro - 64 Simone Mereu - 66 Tiziano Marini - 73 Simone Cova - 93 Silvio Ornati - 95 Andrea Balduzzi Linebacker - 1 Dario Castellanza - 4 Attilio Castiglioni - 7 Roberto Grieco - 27 Marco Aletti - 40 Enrico Comotti - 42 Brando Casucci LB/DB - 42 Maurizio Digennaro - 52 Cristian Gaiga - 55 Luigi Raffaele - -- Daniele Donati Defensive Back - 6 Massimo Filomena - 2 \ Peter Ferlemann - 16 Omar Frontini - 21 Matteo Grazioli - 23 Matteo Pianezzola - 25 Walter Talone - 32 Pierangelo Aimetti - 34 Andrea Cecco - 36 Alessandro Ugo Clerici - 41 Paolo Manfrini - -- Davide Chiapparin Special Team Coaching staff - Andrea Vecchi |

## Campionato Serie B NFLI 2005

### Regular season
| Udine 13 marzo 2005 Week 1 | Draghi Udine | 0 – 21 (0-0 0-7 0-7 0-7) | Skorpions Varese | Campo G. Centazzo |
| \| \| \| \| \| \| Marcatori \| Molinari S. Q2 (TD) 9yd pass da Zanella P. Galvan L. Q2 (pat) Molinari S. Q3 (TD) 35yd pass da Zanella P. Galvan L. Q3 (pat) Grazioli M. Q4 (TD) 20yd interception return Galvan L. Q4 (pat) \| |              | |                  |                   |
| |              | |                  |                   |
| | Marcatori    | Molinari S. Q2 (TD) 9yd pass da Zanella P. Galvan L. Q2 (pat) Molinari S. Q3 (TD) 35yd pass da Zanella P. Galvan L. Q3 (pat) Grazioli M. Q4 (TD) 20yd interception return Galvan L. Q4 (pat) |                  |                   |

| Varese 20 marzo 2005 Week 2 | Skorpions Varese | 28 – 7 (0-0 7-0 0-0 21-7)                               | Bengals Brescia | Stadio Franco Ossola, via Bolchini |
| \| \| \| \| \| Orrigoni G. Q2 (TD) 9yd run Galvan L. Q2 (pat) Crugnola A. Q4 (TD) 3yd pass da Zanella P. Galvan L. Q4 (pat) Molinari S. Q4 (TD) 27yd pass da Zanella P. Galvan L. Q4 (pat) Raffaele A. Q4 (TD) 21yd pass da Castellanza M. Galvan L. Q4 (pat) \| Marcatori \| Fedrigolli Q4 (TD) 19yd pass da Orfeo Brignoli Q4 (pat) \| |                  |                                                         |                 |                                    |
| |                  |                                                         |                 |                                    |
| Orrigoni G. Q2 (TD) 9yd run Galvan L. Q2 (pat) Crugnola A. Q4 (TD) 3yd pass da Zanella P. Galvan L. Q4 (pat) Molinari S. Q4 (TD) 27yd pass da Zanella P. Galvan L. Q4 (pat) Raffaele A. Q4 (TD) 21yd pass da Castellanza M. Galvan L. Q4 (pat)                                                                                           | Marcatori        | Fedrigolli Q4 (TD) 19yd pass da Orfeo Brignoli Q4 (pat) |                 |                                    |

| Biassono 3 aprile 2005 Week 3 | Angels Monza | 0 – 42 (0-14 0-20 0-0 0-8) | Skorpions Varese | Campo Parco |
| \| \| \| \| \| \| Marcatori \| Orrigoni G. Q1 (TD) 80yd kickoff return Galvan L. Q1 (pat) Orrigoni G. Q1 (TD) 4yd run Galvan L. Q1 (pat) Molinari S. Q2 (TD) 5yd run Galvan L. Q2 (pat) Formaggia F. Q2 (TD) 19yd pass da Zanella P. Galvan L. Q2 (pat) Formaggia F. Q2 (TD) 17yd pass da Zanella P. Galvan L. Q2 (pat) Petrone W. Q4 (TD) 9yd run Paltani F. Q4 (tpc) rush \| |              | |                  |             |
| |              | |                  |             |
| | Marcatori    | Orrigoni G. Q1 (TD) 80yd kickoff return Galvan L. Q1 (pat) Orrigoni G. Q1 (TD) 4yd run Galvan L. Q1 (pat) Molinari S. Q2 (TD) 5yd run Galvan L. Q2 (pat) Formaggia F. Q2 (TD) 19yd pass da Zanella P. Galvan L. Q2 (pat) Formaggia F. Q2 (TD) 17yd pass da Zanella P. Galvan L. Q2 (pat) Petrone W. Q4 (TD) 9yd run Paltani F. Q4 (tpc) rush |                  |             |

| Varese 10 aprile 2005 Week 4 | Skorpions Varese | 14 – 0 (7-0 0-0 7-0 0-0) | TDK Rhinos Milano | Stadio Franco Ossola, via Bolchini |
| \| \| \| \| \| Molinari S. Q1 (TD) 31yd pass da Zanella P. Galvan L. Q1 (pat) Petrone W. Q3 (TD) 1yd run Galvan L. Q3 (pat) \| Marcatori \| \| |                  |                          |                   |                                    |
| |                  |                          |                   |                                    |
| Molinari S. Q1 (TD) 31yd pass da Zanella P. Galvan L. Q1 (pat) Petrone W. Q3 (TD) 1yd run Galvan L. Q3 (pat)                                   | Marcatori        |                          |                   |                                    |

| San Lorenzo in Noceto 10 aprile 2005 Week 5 | Titans Romagna | 7 – 34 (0-6 0-12 0-14 7-0) | Skorpions Varese | Campo Comunale |
| \| \| \| \| \| Ruggeri Q4 (TD) 11yd run Canuti Q4 (pat) \| Marcatori \| Formaggia F. Q1 (TD) 21yd pass da Zanella P. Raffaele A. Q2 (TD) 22yd pass da Zanella P. Raffaele A. Q2 (TD) 21yd pass da Zanella P. Orrigoni G. Q3 (TD) 16yd pass da Zanella P. Clerici A.U. Q3 (tpc) rush Raffaele A. Q3 (TD) 21yd pass da Zanella P. Paltani F. Q3 (tpc) rush \| |                | |                  |                |
| |                | |                  |                |
| Ruggeri Q4 (TD) 11yd run Canuti Q4 (pat) | Marcatori      | Formaggia F. Q1 (TD) 21yd pass da Zanella P. Raffaele A. Q2 (TD) 22yd pass da Zanella P. Raffaele A. Q2 (TD) 21yd pass da Zanella P. Orrigoni G. Q3 (TD) 16yd pass da Zanella P. Clerici A.U. Q3 (tpc) rush Raffaele A. Q3 (TD) 21yd pass da Zanella P. Paltani F. Q3 (tpc) rush |                  |                |

| Varese 8 maggio 2005 Week 6 | Skorpions Varese | 35 – 0 (7-0 21-0 7-0 0-0) | Blacks Rivoli | Stadio Franco Ossola, via Bolchini |
| \| \| \| \| \| Aletti M. Q1 (TD) 70yd punt return Galvan L. Q1 (pat) Clerici A.U. Q2 (TD) 5yd run Galvan L. Q2 (pat) Clerici A.U. Q2 (TD) 1yd run Galvan L. Q2 (pat) Paltani F. Q2 (TD) 10yd run Galvan L. Q2 (pat) Lolli Ceroni G. Q3 (TD) 75yd kickoff return Galvan L. Q3 (pat) \| Marcatori \| \| |                  |                           |               |                                    |
| |                  |                           |               |                                    |
| Aletti M. Q1 (TD) 70yd punt return Galvan L. Q1 (pat) Clerici A.U. Q2 (TD) 5yd run Galvan L. Q2 (pat) Clerici A.U. Q2 (TD) 1yd run Galvan L. Q2 (pat) Paltani F. Q2 (TD) 10yd run Galvan L. Q2 (pat) Lolli Ceroni G. Q3 (TD) 75yd kickoff return Galvan L. Q3 (pat)                                   | Marcatori        |                           |               |                                    |

| Milano 15 maggio 2005 Week 7 | Falcons Milano | 7 – 12 (7-0 0-0 0-6 0-6)                                                                   | Skorpions Varese | Velodromo Maspes-Vigorelli, via Arona 19 |
| \| \| \| \| \| Gentiloni Q1 (TD) 3yd run Carmelini Q1 (pat) \| Marcatori \| Raffaele A. Q3 (TD) 24yd pass da Castellanza M. Molinari S. Q4 (TD) 7yd pass da Zanella P. \| |                |                                                                                            |                  |                                          |
| |                |                                                                                            |                  |                                          |
| Gentiloni Q1 (TD) 3yd run Carmelini Q1 (pat) | Marcatori      | Raffaele A. Q3 (TD) 24yd pass da Castellanza M. Molinari S. Q4 (TD) 7yd pass da Zanella P. |                  |                                          |

### Playoff
| Varese 28 maggio 2005 Quarti di Finale                                                                                           | Skorpions Varese | 13 – 0 (0-0 7-0 6-0 0-0) | Titans Romagna | Stadio Franco Ossola, via Bolchini |
| \| \| \| \| \| Molinari S. Q2 (TD) 24yd pass da Castellanza M. Galvan L. Q2 (pat) Petrone W. Q3 (TD) 33yd run \| Marcatori \| \| |                  |                          |                |                                    |
| |                  |                          |                |                                    |
| Molinari S. Q2 (TD) 24yd pass da Castellanza M. Galvan L. Q2 (pat) Petrone W. Q3 (TD) 33yd run                                   | Marcatori        |                          |                |                                    |

| Varese 12 giugno 2005, ore 17:30 CEST Semifinale | Skorpions Varese | 7 – 14 (0-0 0-6 7-8 0-0)                                                             | Briganti Napoli | Stadio Franco Ossola, via Bolchini |
| \| \| \| \| \| Paltani F. Q3 (TD) 10yd run Galvan L. Q3 (pat) \| Marcatori \| Di Somma Q2 (TD) 1yd run Kuhnel Q3 (TD) 32yd pass da Sciumanò Sciumanò Q3 (tpc) rush \| |                  |                                                                                      |                 |                                    |
| |                  |                                                                                      |                 |                                    |
| Paltani F. Q3 (TD) 10yd run Galvan L. Q3 (pat) | Marcatori        | Di Somma Q2 (TD) 1yd run Kuhnel Q3 (TD) 32yd pass da Sciumanò Sciumanò Q3 (tpc) rush |                 |                                    |

## Statistiche di squadra
| Competizione | %Vittorie | In casa | In casa | In casa | In casa | In casa | In casa | In trasferta | In trasferta | In trasferta | In trasferta | In trasferta | In trasferta | Totale | Totale | Totale | Totale | Totale | Totale |
| Competizione | %Vittorie | G       | V       | N       | P       | Pf      | Ps      | G            | V            | N            | P            | Pf           | Ps           | G      | V      | N      | P      | Pf     | Ps     |
| ------------ | --------- | ------- | ------- | ------- | ------- | ------- | ------- | ------------ | ------------ | ------------ | ------------ | ------------ | ------------ | ------ | ------ | ------ | ------ | ------ | ------ |
| Campionato   | 1.000     | 3       | 3       | 0       | 0       | 77      | 7       | 4            | 4            | 0            | 0            | 109          | 14           | 7      | 7      | 0      | 0      | 186    | 21     |
| Playoff      | .500      | 2       | 1       | 0       | 1       | 20      | 14      | -            | -            | -            | -            | -            | -            | 2      | 1      | 0      | 1      | 20     | 14     |
| Totale       | .889      | 5       | 4       | 0       | 1       | 97      | 21      | 4            | 4            | 0            | o            | 109          | 14           | 9      | 8      | 0      | 1      | 206    | 35     |